# Kachovská vodní elektrárna
Kachovská vodní elektrárna (ukrajinsky Каховська ГЕС, rusky Каховская ГЭС) byla vodní elektrárna z roku 1955 a uvedená do provozu v roce 1956, součást Kachovské přehrady na řece Dněpr na Ukrajině. Byla po toku řeky posledním stupněm Dněperské kaskády. 

## Všeobecné informace
Výstavba vodního díla na dolním Dněpru, jehož vzdutí by dosahovalo hráze Dněprogesu, bylo plánováno již před druhou světovou válkou. Výstavba proběhla v období výstavby velkých vodních děl na Volze a spolu s nimi byla zařazena mezi tzv. Velké stavby komunismu. Výrobou elektrické energie nemohla soupeřit s díly na Volze pro pětinásobně menší průtok Dněpru oproti Volze, význam však byl dán navázáním zavlažovacích systémů, přivádějících vodu do oblastí Jižní Ukrajiny a Krymu na hladinu Kachovské přehradní nádrže. Součástí projektu vodního díla tak bylo i vybudování vstupních regulačních systémů Kachovského a Severokrymského kanálu.
Práce za účasti 12 000 lidí probíhaly velmi rychle. V roce 1952 začaly výkopové a zavážecí práce na sypané hrázi. Dne 30. března 1952 byl položen první kubík betonu do základů elektrárny, 10. června 1955 došlo ke zprovoznění zdymadlového systému, 5. července 1955 k zaplavení suché jámy a přehrazení Dněpru a 18. října 1955 k dokončení instalace první turbíny. Ještě téhož roku bylo zprovozněno dalších pět jednotek a elektrárna dosáhla výkonu 300 MW. 
Vodní dílo sestává z jednokomorové plavební cesty při levém břehu, zemní sypané hráze, přelivové přehrady se 24 poli a elektrárny se šesti vertikálními Kaplanovými turbínami, pracujícími na maximálním spádu 16,5 m. Hltnost elektrárny je 2 900 m3/s a propustnost přelivů 21 400 m3/s.
Celková délka hrází je 3 850 m.
K roku 2019 byl stanovený výkon elektrárny 335 MW a průměrná roční výroba 1,4 TWh.

## Ruská invaze na Ukrajinu
Během okupace ruskou armádou došlo 6. června 2023 k vážnému poškození elektrárny explozí. Firma Ukrhidroenerho uvedla, že „v důsledku detonace uvnitř strojovny byla Kachovská vodní elektrárna úplně zničena. Zařízení nemůže být obnoveno.“ Ukrajinské úřady nařídily okamžitou evakuaci obyvatel v ohrožených oblastech na pravém břehu řeky pod přehradou.
Dne 11. listopadu 2022 na hrázi explodovala Rusy nastražená trhavina. Hráz explozi přežila.
Dne 6. června 2023 došlo ke zničení 11 z 28 polí hráze i budovy elektrárny.